# لي وي (مخرج)
لي وي هو مخرج سويسري، ولد في أكتوبر 1919 في شيجياتشوانغ في الصين، وتوفي في 21 أغسطس 2005 في شانغهاي في الصين.

## وصلات خارجية
- لي وي على موقع IMDb (الإنجليزية)
- لي وي على موقع ألو سيني (الفرنسية)
- لي وي على موقع قاعدة بيانات الفيلم (الإنجليزية)